# شتيفن باومغارت
ستيفن بومجارت (بالألمانية: Steffen Baumgart)‏ (5 يناير 1972 بروستوك في ألمانيا - ) هو مدرب كرة قدم ولاعب كرة قدم ألماني (وحمل سابقاً جنسية ألمانيا الشرقية) في مركز الهجوم. لعب مع إنيرجي كوتبوس ونادي فولفسبورغ للسيدات ونادي فولفسبورغ ونادي ماغديبورغ وهانزا روستوك ويونيون برلين وSpVg Aurich ‏ وجرمانية شونايشه ‏ وFC Mecklenburg Schwerin ‏.

## روابط خارجية
- شتيفن باومغارت على موقع قاعدة بيانات كرة القدم.إي يو (الإنجليزية)
- شتيفن باومغارت على موقع بيانات كرة القدم. دي إي (الألمانية)
- شتيفن باومغارت على موقع Soccerway.com (الإنجليزية)
- شتيفن باومغارت على موقع عالم كرة القدم.نت (الإنجليزية)